# Saint-Sorlin-en-Valloire
Saint-Sorlin-en-Valloire és un municipi francès situat al departament de la Droma i a la regió d'Alvèrnia-Roine-Alps. L'any 2007 tenia 1.878 habitants.

## Demografia

### Població
El 2007 la població de fet de Saint-Sorlin-en-Valloire era de 1.878 persones. Hi havia 737 famílies de les quals 190 eren unipersonals (65 homes vivint sols i 125 dones vivint soles), 241 parelles sense fills, 263 parelles amb fills i 43 famílies monoparentals amb fills.
La població ha evolucionat segons el següent gràfic:
Habitants censats

### Habitatges
El 2007 hi havia 842 habitatges, 752 eren l'habitatge principal de la família, 64 eren segones residències i 26 estaven desocupats. 730 eren cases i 83 eren apartaments. Dels 752 habitatges principals, 570 estaven ocupats pels seus propietaris, 156 estaven llogats i ocupats pels llogaters i 26 estaven cedits a títol gratuït; 5 tenien una cambra, 42 en tenien dues, 79 en tenien tres, 196 en tenien quatre i 430 en tenien cinc o més. 528 habitatges disposaven pel capbaix d'una plaça de pàrquing. A 315 habitatges hi havia un automòbil i a 372 n'hi havia dos o més.

### Piràmide de població
La piràmide de població per edats i sexe el 2009 era:
| Homes | Edats   | Dones |
| ----- | ------- | ----- |
| 0     | 95 o +  | 0     |
| 8     | 90 a 94 | 12    |
| 0     | 85 a 89 | 0     |
| 12    | 80 a 84 | 8     |
| 44    | 75 a 79 | 40    |
| 52    | 70 a 74 | 28    |
| 36    | 65 a 69 | 60    |
| 52    | 60 a 64 | 40    |
| 36    | 55 a 59 | 52    |
| 44    | 50 a 54 | 52    |
| 68    | 45 a 49 | 72    |
| 60    | 40 a 44 | 60    |
| 40    | 35 a 39 | 52    |
| 52    | 30 a 34 | 44    |
| 32    | 25 a 29 | 40    |
| 52    | 20 a 24 | 32    |
| 52    | 15 a 19 | 56    |
| 56    | 10 a 14 | 52    |
| 40    | 5 a 9   | 44    |
| 36    | 0 a 4   | 44    |

## Economia
El 2007 la població en edat de treballar era de 1.162 persones, 871 eren actives i 291 eren inactives. De les 871 persones actives 797 estaven ocupades (443 homes i 354 dones) i 73 estaven aturades (27 homes i 46 dones). De les 291 persones inactives 110 estaven jubilades, 85 estaven estudiant i 96 estaven classificades com a «altres inactius».

### Ingressos
El 2009 a Saint-Sorlin-en-Valloire hi havia 794 unitats fiscals que integraven 1.993,5 persones, la mediana anual d'ingressos fiscals per persona era de 16.979 €.

### Activitats econòmiques
Dels 91 establiments que hi havia el 2007, 3 eren d'empreses alimentàries, 10 d'empreses de fabricació d'altres productes industrials, 16 d'empreses de construcció, 19 d'empreses de comerç i reparació d'automòbils, 4 d'empreses de transport, 5 d'empreses d'hostatgeria i restauració, 2 d'empreses financeres, 5 d'empreses immobiliàries, 6 d'empreses de serveis, 10 d'entitats de l'administració pública i 11 d'empreses classificades com a «altres activitats de serveis».
Dels 33 establiments de servei als particulars que hi havia el 2009, 1 era una oficina de correu, 1 funerària, 2 tallers de reparació d'automòbils i de material agrícola, 1 autoescola, 3 paletes, 3 guixaires pintors, 4 fusteries, 6 lampisteries, 1 empresa de construcció, 4 perruqueries, 4 restaurants, 1 agència immobiliària i 2 salons de bellesa.
Dels 9 establiments comercials que hi havia el 2009, 1 era un supermercat, 1 una gran superfície de material de bricolatge, 3 fleques, 1 una carnisseria, 1 una botiga de roba i 2 floristeries.
L'any 2000 a Saint-Sorlin-en-Valloire hi havia 62 explotacions agrícoles que ocupaven un total de 1.316 hectàrees.

## Equipaments sanitaris i escolars
El 2009 hi havia 1 farmàcia i 1 ambulància.
El 2009 hi havia 2 escoles elementals. Saint-Sorlin-en-Valloire disposava d'un col·legi d'educació secundària amb 407 alumnes.

## Poblacions més properes
El següent diagrama mostra les poblacions més properes.